# Florești (Prahova)
Floreşti è un comune della Romania di 7 610 abitanti, ubicato nel distretto di Prahova, nella regione storica della Muntenia. 
Il comune è formato dall'unione di 5 villaggi: Cap Roșu, Călinești, Cătina, Florești, Novăcești.